# Stenothremma novicaledoniense
Stenothremma novicaledoniense är en stekelart som beskrevs av Shaw 1984. Stenothremma novicaledoniense ingår i släktet Stenothremma och familjen bracksteklar. Inga underarter finns listade i Catalogue of Life.